# Hippoliet Meert
Hippoliet Meert (Aalst, 1 april 1865 - Middelburg, 20 november 1924) was een Vlaams academicus, activist tijdens de Eerste Wereldoorlog, lid van de Raad van Vlaanderen en stichter van het Algemeen Nederlands Verbond in Brussel.

## Levensloop
Hippoliet Meert was vroeg wees en groeide op bij een oom en een tante die een ijzerwinkel bestuurden.
Na lagere en middelbare studies in Aalst en Gent, vatte hij ingenieursstudies aan bij de Gentse universiteit. Ziekte brak deze studie af en hij ging verder talen, geschiedenis en aardrijkskunde studeren. Hij was leraar aan de athenea van Ieper, Luik, Brussel, Leuven en Gent. Hij werd driemaal door de Koninklijke Vlaamse Academie voor Taal- en Letterkunde bekroond, voor zijn werken over taal en taalzuivering.
Hij was de oprichter in 1895 van het Algemeen-Nederlands Verbond en werd ook bekend als de auteur van het in 1912 gepubliceerde Réponse à la lettre au Roi sur la séparation de la Wallonie et de la Flandre, waarin hij een repliek biedt op de stellingen van Jules Destrée in zijn beroemde/beruchte brief. Samen met zijn neef Leo Meert en Lieven Gevaert stichtte hij het Vlaamsch Handelsverbond, voorloper van het Vlaams Economisch Verbond (VEV). Ook van belang was zijn ijver voor een zuivere Nederlandse taal, tegen taalparticularismen, gallicismen en germanismen. Hij publiceerde hierover enkele werken. 
Hij was secretaris van de Tweede Hogeschoolcommissie betreffende de vernederlandsing van de Gentse universiteit. Op 24 maart 1911 werd door Louis Franck en anderen een wetsvoorstel met dit doel ingediend, dat grotendeels overeenkwam met de adviezen van deze commissie. De voorzitter van de Société de Médecine van Gent, Hector Leboucq, noemde in juli 1912 de voorstanders van de vernederlandsing "les intellectuels de Zoetenaaie et de Lootenhulle". Hippoliet Meert drukte in het maandblad De Vlaamsche Hoogeschool (1911-1914) telkens een lijst af van de voorstanders van het voorstel Franck en zette voortaan als eersten op die lijst: "Les intellectuels de Lootenhulle".
Tijdens de Eerste Wereldoorlog trad hij toe tot het activisme. In 1915 stichtte hij samen met Gustaaf Doussy en Reimond Speleers de Gentse afdeling van Volksopbeuring.
Hij steunde de bond die de vernederlandsing van de Gentse universiteit wilde bevorderen en verleende medewerking aan de Duitse commissie die de vernederlandsing voorbereidde. In 1916 werd Meert benoemd tot directeur voor het middelbaar onderwijs van het Vlaamse 'ministerie' van kunsten en wetenschappen. In 1917 werd hij hoogleraar aan de vervlaamste universiteit van Gent (Vlaamsche Hoogeschool), de zogenaamde Von Bissing-universiteit) en had zitting in de Raad van Vlaanderen, waar hij in juli 1918 ontslag nam.
In november 1918 vluchtte hij naar Duitsland, waar hij in Hannover een handel in kantoorbenodigdheden en postzegels opende, terwijl hij in België tot twintig jaar gevangenisstraf werd veroordeeld. In 1924 verhuisde hij naar Den Haag en overleed in de kliniek van dokter Adriaan Martens.

## Publicaties
- Het voornaamwoord Du, 1890.
- Distels, proeve van taalzuivering, 1897.
- Het Nederlandsch taalgebied, 1897.
- Onkruid onder de tarwe. Proeve van taalzuivering, 1899.
- Vormleer van de taal van Ruusbroec, 1901.
- Debat Meert-Hardyns over het 11 Juli feest en de Vlaamsche Beweging, 1910.
- Antwoord op den brief aan den Koning over de scheiding van Wallonnië en Vlaanderen van den heer Jules Destrée, 1912.